# Abdoulaye Ndiaye
Abdoulaye Niakhaté Ndiaye (ur. 10 kwietnia 2002 w Boune) – senegalski piłkarz grający na pozycji środkowego obrońcy. Od 2023 jest zawodnikiem klubu Troyes AC.

## Kariera klubowa
Swoją karierę piłkarską Ndiaye rozpoczął w klubie AS Dakar Sacré-Cœur. W 2018 roku zadebiutował w jego barwach w pierwszej lidze senegalskiej. W 2020 roku odszedł do Olympique Lyon i przez dwa sezony grał w jego rezerwach. W 2022 roku przeszedł do SC Bastia, w którym zadebiutował 6 sierpnia 2022 w zwycięskim 4:1 wyjazdowym meczu z Chamois Niortais FC. Zawodnikiem Bastii był przez rok.
Latem 2023 Ndiaye przeszedł do Troyes AC. Swój debiut w nim zaliczył 5 sierpnia 2023 w zremisowanym 2:2 wyjazdowym meczu z USL Dunkerque.

## Kariera reprezentacyjna
W 2024 roku Ndyaie został powołany do reprezentacji Senegalu na Puchar Narodów Afryki 2023. Nie rozegrał w nim żadnego spotkania.